# Jagdstaffel 34
A Jagdstaffel 34, conhecida também por Jasta 34, foi um esquadra de aeronaves da Luftstreitkräfte, o braço aéreo das forças armadas alemãs durante a Primeira Guerra Mundial. A sua primeira baixa ocorreu a 22 de Março de 1917, e a sua primeira vitória aérea dois dias depois, a 24 de Março. No total, a esquadra abateu 89 aeronaves inimigas. O maior ás da esquadra foi Robert von Greim.

## Aeronaves
- Albatros D.III
- Fokker DR.I